# Asociación Deportiva de Integración Colegial
Asociación Deportiva de Integración Colegial (ADIC) es una organización civil que reúne actividades deportiva de colegios privados uruguayos.

## Historia
Fundada el 26 de mayo de 1966. Agrupa diversos deportes como balonmano, football, baloncesto, tenis de mesa, atletismo, entre otras modalidades. En sus inicios, se agrupaba únicamente en colegios privados católicos uruguayos y se llamaba 'Asociación Deportiva de Institutos Católicos'.
Hay 77 colegios privados que participan en las competencias de la ADIC.
Premia a los deportistas con medallas y la Copa Oro ADIC.
En ADIC ya se han formado destacados deportistas de Uruguay, como Fabián Coito, María Pía Lorenzotti, Diego Forlan, Bruno Veglio.
En 2017, con motivo del aniversario, se publicó el libro  Historia de la evolución del deporte deporte en Uruguay  de Luis Inzaurralde, que cuenta la historia de ADIC.
Fueron sus directores:
- 1966-1967, Washington Bello (Colegio y Liceo Santa María)
- 1968-1969, Prof.  Camilo Techera (Colegio y Liceo Santa María)
- Roberto Fernández (Colegio y Liceo Pallotti)
- 1978-1981, Gilberto Bentancor (Colegio y Bachillerato Pallotti)
- 1982-1985, Jorge Ceretta (Colégio y Liceo Santa Rita)
- 1985-1988, Miguel Benzo (Scuola Italiana)
- 1989-1990, Esteban Varela (Colegio y Liceo San Juan)
- 1991-1992, Julio González (Colegio y Bachillerato San Juan)
- 1993-1994, Hno.  Pascual Geble (Colegio y Liceo Santa María).[11]
- 1994-1994, Juan C. Menéndez (Los Pilares)
- 1994-1997, Esteban Varela (Colegio San Juan)
- 1997, Gustavo Forteza (Escuola Italiana).[12][13]